# Szumanie
Szumanie – wieś w Polsce położona w województwie mazowieckim, w powiecie sierpeckim, w gminie Zawidz. Ma status sołectwa. Leży nad Sierpienicą.
| SIMC    | Nazwa            | Rodzaj    |
| ------- | ---------------- | --------- |
| 0579980 | Szumanie-Gośliny | część wsi |
| 0579997 | Szumanie-Pejory  | część wsi |

W latach 1975–1998 miejscowość administracyjnie należała do województwa płockiego.